# Stelling van Hasse-Minkowski
In de wiskunde stelt de stelling van Hasse–Minkowski dat een kwadratische vorm globaal isotroop is dan en slechts dan als als deze kwadratische vorm overal lokaal isotroop is; dit is het klassieke lokaal-globaal principe. Isotropisch zijn betekent hier dat er enige niet-nulzijde vector bestaat waarvoor de kwadratische vorm nul oplevert als waarde. Globaal isotropisch betekent hier dat er een globaal veld is dat wil zeggen of een getallenlichaam of een functieveld of een eindig veld, waarover de kwadratische vorm is gedefinieerd en isotropisch is. Lokaal isotropisch betekent dat voor elke completion zowel de Archimedische als de niet-Archimedische eigenschap kwadratische vorm isotropisch is.
De stelling werd bewezen als een speciaal geval van de rationele getallen door Hermann Minkowski en werd door Helmut Hasse veralgemeend naar globale velden.